# Климов, Аркадий Александрович
Арка́дий Алекса́ндрович Кли́мов (15 июля 1914, Яранск, Вятская губерния — 12 октября 1970, Ленинград) — советский оператор документального и научно-популярного кино, фронтовой кинооператор в годы Великой Отечественной войны. Заслуженный деятель искусств РСФСР (1959). Лауреат двух Сталинских премий первой степени (обе —1946).

## Биография
Родился в Яранске (ныне Кировская область), по происхождению — из мещан. Работать начал в Уржуме, был художником рекламы, киномехаником.
В 1937 году окончил операторский факультет ВГИКа. С августа того же года — оператор на Ленинградской киностудии «Лентехфильм».
С первых дней войны состоял в одной из организованных на студии фронтовой кинобригаде, а из-за начавшихся вскоре вражеских ночных авианалётах дежурил в Рабочих отрядах особого назначения (РООН). С начала блокады города снимал как в самом городе, так и его окрестностях.
С июля 1942 года работал во фронтовой группе Балтийского флота, совершал боевые вылеты и боевые походы на катерах, участвовал в десантах. Заслужил репутацию одного из лучших кинооператоров группы.
В августе 1945 года за умение и опыт проведения морских съёмок был включён в состав киногруппы Дальневосточного фронта, где находился по ноябрь.
С декабря 1945 года — вновь на киностудии «Лентехфильм» («Леннаучфильм» — с 1946 года). Часто снимал картины, посвящённые искусству и архитектуре. Является автором сюжетов для кинопериодики: «Ленинградский киножурнал», «Союзкиножурнал».
Член ВКП(б) с 1944 года, избирался секретарём партбюро киностудии, был членом Невского РК КПСС, депутатом Ленинградского городского Совета депутатов трудящихся.
Член СК СССР (Ленинградское отделение) с 1958 года, избирался секретарём.
Скончался 12 октября 1970 года. Похоронен в Ленинграде на кладбище Памяти жертв 9-го января.

## Фильмография
Оператор
- 1938 — Производство черепицы в колхозе / Марсельская черепица (совместно с Б. Гергелем)
- 1939 — Уход в детском инфекционном отделении
- 1939 — Шелководство
- 1940 — Малярия
- 1940 — Мойте руки
- 1941 — Берегите детей от кори
- 1941 — Искусство стеклоделия
- 1942 — Ладога (не был выпущен; в соавторстве)
- 1942 — Ленинград в борьбе (в соавторстве)
- 1942 — Лётчики-гвардейцы
- 1943 — Балтика (в соавторстве)
- 1943 — Боевой путь (в соавторстве)
- 1944 — Великая победа под Ленинградом (в соавторстве)
- 1944 — К вопросу о перемирии с Финляндией (в соавторстве)
- 1944 — Петродворец, Пушкин, Павловск (в соавторстве)
- 1945 — Разгром Японии (в соавторстве)
- 1946 — К вам придёт помощник (газификация Ленинграда)
- 1947 — Ленинградский порт
- 1947 — Нева
- 1947 — Окно в невидимый мир
- 1947 — Русские кружевницы
- 1948 — Искусство резьбы по кости
- 1948 — Памятники Петровской эпохи в Ленинграде
- 1948 — Помни всегда
- 1949 — Архитектурные ансамбли Росси
- 1949 — Главное Адмиралтейство в Ленинграде
- 1949 — Иван Петрович Павлов (совместно с Н. Васильевым)
- 1949 — Общая сборка быстроходного судового дизеля М-50
- 1949 — Сборка основных узлов быстроходного судового дизеля
- 1950 — Живопись Федотова
- 1950 — Игра с огнём
- 1950 — Новый метод строительства слипов (совместно с М. Гальпериным)
- 1951 — Живой пример
- 1952 — Не курите
- 1954 — Во имя человека
- 1954 — Смольный
- 1955 — Венецианская живопись XVI века
- 1955 — Встреча в автобусе (совместно с А. Сигаевым)
- 1955 — Выставка Дрезденской картинной галереи
- 1955 — Голландская живопись XVII века
- 1955 — Государственный Эрмитаж
- 1955 — Испанская живопись XVI—XVIII веков
- 1955 — Итальянская живопись XVII—XVIII веков
- 1955 — Немецкая живопись XVI—XIX веков
- 1955 — Нидерландская живопись XV—XVI веков (по выставке картин Дрезденской галереи)
- 1955 — Рембрандт
- 1955 — Рубенс (1577—1640)
- 1955 — Сикстинская мадонна
- 1955 — Фламандская живопись XVII века (по выставке картин Дрезденской галереи)
- 1955 — Французская живопись XVII—XVIII веков (по выставке картин Дрезденской галереи)
- 1956 — Выставка французского искусства XV—XX веков
- 1956 — Глазами художника
- 1956 — Зачем я это сделала?
- 1956 — Петродворец (совместно с К. Погодиным)
- 1956 — Скульптор Ф. И. Шубин (1740—1805)
- 1956 — Французская живопись XIX века
- 1957 — Беда маленького Димы
- 1957 — Зелёный шум
- 1957 — Сила воли (язвенная болезнь)
- 1957 — Художник И. Е. Репин
- 1958 — Античное искусство
- 1958 — Всё могло быть иначе
- 1958 — Живопись Нидерландов, Фландрии и Голландии
- 1958 — Искусство Древнего Египта
- 1958 — Лесной музей (совместно с Б. Куликовичем)
- 1958 — Немецкое искусство
- 1958 — Пергамский алтарь
- 1958 — Советская батальная живопись
- 1958 — Французское искусство XVII—XX веков
- 1958 — Художник И. Бродский
- 1959 — Рассказы о семилетнем плане. Залог успеха
- 1959 — Сокровищница мировой культуры
- 1959 — Театр зовёт
- 1960 — Алкогольные психозы
- 1960 — Боевой карандаш
- 1960 — Конвейер жилищного строительства (ленинградские домостроительные комбинаты)
- 1960 — Ленинградские домостроительные комбинаты (новая организация строительного производства)
- 1960 — Приглашение к танцу
- 1961 — Планета бурь
- 1962 — Как воспитать эгоиста (совместно с Н. Васильевым)
- 1963 — Александр Ульянов
- 1963 — Вблизи России
- 1963 — Продлённая молодость
- 1963 — Физика — сельскому хозяйству
- 1965 — Автоматизация холодильных установок
- 1965 — Луна
- 1965 — Широкая колея
- 1966 — Гусли звончатые
- 1966 — Оружие сатиры
- 1966 — Солнечный город
- 1966 — Художник неизвестен
- 1967 — Два музея (СССР — ГДР)
- 1967 — Медный всадник (совместно с К. Деевым)
- 1967 — Это Сочи
- 1968 — Акварель
- 1968 — Марс
- 1968 — Революцией мобилизованные (совместно с Н. Сергеевым)
- 1968 — Искусство — народу (совместно с Н. Сергеевым)
- 1969 — Пушкиным воспетый
- 1970 — Веление времени
- 1970 — Вижу землю! (совместно с В. Ушковым)
- 1970 — Встречи с Горьким (1926—1936) (совместно с Н. Сергеевым)
- 1970 — На древней польской земле
- 1970 — Театр особого назначения

Режиссёр
- 1956 — Петродворец (совместно с К. Погодиным)

Сценарист
- 1967 — Это Сочи (совместно с С. Миллером)

## Награды и премии
- медаль «За оборону Ленинграда» (22 декабря 1942)[9];

- два ордена Красной Звезды (15 августа 1944)[10], (22 ноября 1945)[11];
- медаль «За боевые заслуги» (16 августа 1944)[12];
- два ордена Отечественной войны II степени (7 июля 1945)[13], (6 апреля 1985)[6];
- две Сталинские премии первой степени (25 января 1946) — за картину «К вопросу о перемирии с Финляндией» (1944)[6], (29 июня 1946) — за картину «Разгром Японии» (1945)[6];
- приз Международного кинофестиваля в Оберхаузене (1958) — за фильм «Художник И. Е. Репин» (1957)[6];
- заслуженный деятель искусств РСФСР (3 июня 1959)[6];
- серебряная медаль ВДНХ (1967) — за фильм «Широкая колея» (1965)[8];
- медаль «За взятие Кенигсберга»[14];
- медаль «За победу над Японией»[14];
- медаль «За доблестный труд в Великой Отечественной войне 1941—1945 гг.»[6];
- медали СССР[6].

## Комментарии
1. ↑  О ночных дежурствах в РООН, созданных для борьбы с «ракетчиками» — вражескими лазутчиками, указывавших с помощью ракет цели для бомбёжки, пишет в мемуарах режиссёр «Лентехфильма» Владимир Гребнёв: «На нашем дежурстве с оператором Аркадием Климовым удалось обнаружить и задержать подозрительного типа…»[3].